# Франклин-Парк (Флорида)
Франклин-Парк (англ. Franklin Park) — статистически обособленная местность, расположенная в округе Брауард (штат Флорида, США) с населением в 943 человека по статистическим данным переписи 2000 года.

## География
По данным Бюро переписи населения США статистически обособленная местность Франклин-Парк имеет общую площадь в 0,26 квадратных километров, водных ресурсов в черте населённого пункта не имеется.

## Демография
По данным переписи населения 2000 года в Франклин-Парк проживало 943 человека, 218 семей, насчитывалось 308 домашних хозяйств и 322 жилых дома. Средняя плотность населения составляла около 3626,92 человека на один квадратный километр. Расовый состав населённого пункта распределился следующим образом: 0,64 % белых, 97,56 % — чёрных или афроамериканцев, 0,11 % — коренных американцев, 1,38 % — представителей смешанных рас, 0,32 % — других народностей. Испаноговорящие составили 1,27 % от всех жителей статистически обособленной местности.
Из 308 домашних хозяйств в 44,8 % воспитывали детей в возрасте до 18 лет, 18,8 % представляли собой совместно проживающие супружеские пары, в 41,9 % семей женщины проживали без мужей, 28,9 % не имели семей. 20,1 % от общего числа семей на момент переписи жили самостоятельно, при этом 4,9 % составили одинокие пожилые люди в возрасте 65 лет и старше. Средний размер домашнего хозяйства составил 3,06 человек, а средний размер семьи — 3,51 человек.
Средний доход на одно домашнее хозяйство статистически обособленной местности составил 23 311 долларов США, а средний доход на одну семью — 23 007 долларов. При этом мужчины имели средний доход в 17 679 долларов США в год против 16 641 доллар среднегодового дохода у женщин. Доход на душу населения статистически обособленной местности составил 23 311 долларов в год. 35,4 % от всего числа семей в населённом пункте и 38,2 % от всей численности населения находилось на момент переписи населения за чертой бедности, при этом 46,3 % из них были моложе 18 лет и — в возрасте 65 лет и старше.